# Кария бахромчатая
Ка́рия бахро́мчатая, или Большо́й косма́тый ги́кори (лат. Carya laciniosa) — вид растений из рода Гикори (Carya) семейства Ореховые (Juglandaceae), произрастающий в Северной Америке (США, Канада).

## Ботаническое описание
Дерево высотой до 40 метров. Кора светло-серая, отслаивается длинными (до 50 см) узкими полосами, свисая вдоль ствола, как и кора карии яйцевидной, за что оба эти вида получили обиходное название «косматый гикори» (англ. shagbark hickory, shellbark hicory). Молодые побеги карии бахромчатой оранжевого цвета, сначала опушённые, а затем становятся голыми, с красноватыми чечевичками.
Листья крупные, длиной до 50 см, непарноперистые, с 7—9 узко-обратнояйцевидными или ланцетовидными листочками длиной 10—20 см. Рахисы (главные черешки) листьев долго остаются на дереве после опадания листочков, придавая ему своеобразный внешний вид.
Плоды длиной до 5—6 см, круглые или обратнояйцевидные с четырьмя выпуклыми кантами. Перикарпий толстый, красновато-коричневый, раскрывается при созревании четырьмя створками. Эндокарпий (орех) круглый или обратнояйцевидный, 4- или 6-гранный, с толстой скорлупой. Ядро светло-коричневое, приятного сладкого вкуса.

## Значение и применение
Кария бахромчатая культивируется в качестве плодового и декоративного дерева. Кроме того, как и другие виды рода Гикори, она обладает ценной твёрдой и прочной древесиной, применяемой в строительстве и для изготовления различных столярных изделий.